# Conchita Martínez
Inmaculada Concepción „Conchita” Martínez Bernat (ur. 16 kwietnia 1972 w Monzón) – tenisistka hiszpańska, wiceliderka rankingu światowego, zwyciężczyni Wimbledonu, zdobywczyni Pucharu Federacji, medalistka olimpijska.
W 2020 została uhonorowana miejscem w Międzynarodowej Tenisowej Galerii Sławy.

## Kariera tenisowa
Występowała jako tenisistka zawodowa od 1988 i przez 18 lat figurowała w czołowej pięćdziesiątce rankingu światowego gry pojedynczej. Już w 1989 wygrała swoje trzy pierwsze turnieje, była w ćwierćfinale wielkoszlemowego French Open oraz awansowała do najlepszej dwudziestki zawodniczek, a udany sezon przypieczętowała debiutem w turnieju Masters. Od 1989 przez osiem lat z rzędu docierała przynajmniej do ćwierćfinału French Open. W 1993 była pierwszą Hiszpanką, której udało się w erze „open” dotrzeć do półfinału na trawie wimbledońskiej, a rok później na tych samych kortach odniosła największy sukces w karierze; w finale Wimbledonu 1994 zmierzyła się z wybitną specjalistką gry na trawie Martiną Navrátilovą i pokonała ją w trzech setach, głównie dzięki świetnym minięciom. Jest to jedyne wielkoszlemowe zwycięstwo Martinez, ponadto wystąpiła w dwóch finałach; w Australian Open 1998 przegrała ze Szwajcarką Martiną Hingis (w półfinale pokonała wiceliderkę rankingu Lindsay Davenport), we French Open 2000 uległa Francuzce Mary Pierce. W 1992 i 2001 była w finale gry podwójnej French Open.
Poza wymienionymi finałami i zwycięstwem w Wimbledonie, była ośmiokrotnie w półfinałach i jedenastokrotnie w ćwierćfinałach wielkoszlemowych w grze pojedynczej. W 1995 była półfinalistką wszystkich czterech turniejów Wielkiego Szlema. Sukcesy odnosiła także w innych imprezach, wygrywając łącznie 33 turnieje w singlu i 13 w deblu. Czterokrotnie (z rzędu) triumfowała w prestiżowym turnieju Italian Open w Rzymie (1993-1996). Wygrywała także imprezy w Polsce – w 1998 turniej w Warszawie, rok później w Sopocie. W latach 1989–2000 nieprzerwanie występowała w turnieju Masters w singlu, 1995 i 1997-1999 także w deblu. W październiku 1995 była sklasyfikowana na pozycji nr 2 na świecie w grze pojedynczej, w styczniu 1993 – jako nr 7 w rankingu deblistek.
Była wieloletnią reprezentantką Hiszpanii w Pucharze Federacji, broniąc barw narodowych w latach 1988–2004, z przerwą jedynie w 1997 i 1999. Przyczyniła się do pięciu końcowych sukcesów Hiszpanii w tych rozgrywkach, partnerując zazwyczaj Arantxy Sánchez Vicario. Obie te zawodniczki zostały uhonorowane specjalną nagrodą Międzynarodowej Tenisowej Galerii Sławy za zasługi dla popularyzacji Pucharu Federacji. Martinez ma również bogatą kartę olimpijską; startowała w czterech olimpiadach i sięgnęła po trzy medale w konkurencji debla (w parze z Sánchez Vicario srebro w Barcelonie 1992 i brąz w Atlancie 1996, z Virginią Ruano Pascual srebro w Atenach 2004).
Dzień przed ukończeniem 34 lat w kwietniu 2006 Martinez ogłosiła zakończenie kariery sportowej. Jest pierwsza Hiszpanką, która triumfowała na Wimbledonie.
Gra Conchity Martínez opierała się głównie na defensywie. Zawodniczka stosowała urozmaicone rotacje, posługiwała się topspinem i slajsem, potrafiła wytrzymać długie wymiany z głębi kortu. Była praworęczna, bekhend grała jedną ręką.
Od 1995 roku jest wyoutowaną lesbijką, kiedy jedna z gazet opublikowała informację o jej romansie z inną tenisistką Gigi Fernández.

## Wielki szlem

### Gra pojedyncza

#### Mistrzyni
| Data | Turniej        | Finalistka          | Wynik         |
| ---- | -------------- | ------------------- | ------------- |
| 1994 | Wimbledon 1994 | Martina Navrátilová | 6:4, 3:6, 6:3 |

#### Finalistka
| Data | Turniej              | Mistrzyni      | Wynik    |
| ---- | -------------------- | -------------- | -------- |
| 1998 | Australian Open 1998 | Martina Hingis | 3:6, 3:6 |
| 2000 | French Open 2000     | Mary Pierce    | 2:6, 5:7 |

## Finały turniejów WTA
| Legenda                | Legenda |
| ---------------------- | ------- |
| Wielki Szlem           |         |
| Igrzyska olimpijskie   |         |
| WTA Tour Championships |         |
| 1988 – 2008            |         |
| Kategoria I            |         |
| Kategoria II           |         |
| Kategoria III          |         |
| Kategoria IV           |         |
| Kategoria V            |         |

### Gra pojedyncza 55 (33-22)
| Końcowy wynik | Nr  | Data                 | Turniej           | Nawierzchnia | Przeciwniczka           | Wynik finału   |
| ------------- | --- | -------------------- | ----------------- | ------------ | ----------------------- | -------------- |
| Zwyciężczyni  | 1.  | 12 lutego 1988       | Sofia             | Ceglana      | Barbara Paulus          | 6:1, 6:2       |
| Zwyciężczyni  | 2.  | 14 sierpnia 1989     | Wellington        | Twarda       | Jo-Anne Faull           | 6:1, 6:2       |
| Zwyciężczyni  | 3.  | 23 kwietnia 1989     | Tampa             | Ceglana      | Gabriela Sabatini       | 6:3, 6:2       |
| Finalistka    | 1.  | 28 maja 1989         | Genewa            | Ceglana      | Manuela Maleewa         | 4:6, 0:6       |
| Zwyciężczyni  | 4.  | 17 września 1989     | Scottsdale        | Twarda       | Elise Burgin            | 3:6, 6:4, 6:2  |
| Finalistka    | 2.  | 22 października 1989 | Bayonne           | Twarda       | Katerina Maleewa        | 2:6, 2:6       |
| Zwyciężczyni  | 5.  | 23 września 1990     | Paryż             | Ceglana      | Patricia Tarabini       | 7:5, 6:3       |
| Zwyciężczyni  | 6.  | 21 października 1990 | Scottsdale        | Twarda       | Marianne Werdel         | 7:5, 6:1       |
| Zwyciężczyni  | 7.  | 11 listopada 1990    | Indianapolis      | Twarda       | Leila Meschi            | 6:4, 6:2       |
| Zwyciężczyni  | 8.  | 28 kwietnia 1991     | Barcelona         | Ceglana      | Manuela Maleewa         | 6:4, 6:1       |
| Zwyciężczyni  | 9.  | 21 lipca 1991        | Kitzbühel         | Ceglana      | Judith Wiesner          | 6:1, 2:6, 6:3  |
| Zwyciężczyni  | 10. | 22 września 1991     | Paryż             | Ceglana      | Inés Gorrochategui      | 6:0, 6:3       |
| Finalistka    | 3.  | 1 marca 1992         | Indian Wells      | Twarda       | Monica Seles            | 3:6, 1:6       |
| Finalistka    | 4.  | 8 marca 1992         | Boca Raton        | Twarda       | Steffi Graf             | 6:3, 2:6, 0:6  |
| Finalistka    | 5.  | 5 kwietnia 1992      | Hilton Head       | Ceglana      | Gabriela Sabatini       | 1:6, 4:6       |
| Zwyciężczyni  | 11. | 12 lipca 1992        | Kitzbühel         | Ceglana      | Manuela Maleewa         | 6:0, 3:6, 6:2  |
| Finalistka    | 6.  | 30 sierpnia 1992     | San Diego         | Dywanowa     | Jennifer Capriati       | 3:6, 2:6       |
| Zwyciężczyni  | 12. | 10 stycznia 1993     | Brisbane          | Twarda       | Magdalena Maleewa       | 6:3, 6:4       |
| Finalistka    | 7.  | 28 lutego 1993       | Linz              | Dywanowa     | Manuela Maleewa         | 2:6, 0:1 krecz |
| Zwyciężczyni  | 13. | 28 marca 1993        | Houston           | Ceglana      | Sabine Hack             | 6:3, 6:2       |
| Finalistka    | 8.  | 25 kwietnia 1993     | Barcelona         | Ceglana      | Arantxa Sánchez Vicario | 1:6, 4:6       |
| Zwyciężczyni  | 14. | 9 maja 1993          | Rzym              | Ceglana      | Gabriela Sabatini       | 7:5, 6:1       |
| Zwyciężczyni  | 15. | 1 sierpnia 1993      | Stratton Mountain | Twarda       | Zina Garrison-Jackson   | 6:3, 6:2       |
| Finalistka    | 9.  | 31 października 1993 | Essen             | Twarda       | Natalija Medwediewa     | 7:6, 5:7, 4:6  |
| Zwyciężczyni  | 16. | 14 listopada 1993    | Filadelfia        | Twarda       | Steffi Graf             | 6:3, 6:3       |
| Zwyciężczyni  | 17. | 3 kwietnia 1994      | Hilton Head       | Ceglana      | Natalla Zwierawa        | 6:4, 6:0       |
| Zwyciężczyni  | 18. | 8 maja 1994          | Rzym              | Ceglana      | Martina Navrátilová     | 7:6, 6:4       |
| Zwyciężczyni  | 19. | 3 lipca 1994         | Wimbledon         | Trawiasta    | Martina Navrátilová     | 6:4, 3:6, 6:3  |
| Zwyciężczyni  | 20. | 31 lipca 1994        | Stratton Mountain | Twarda       | Arantxa Sánchez Vicario | 4:6, 6:3, 6:4  |
| Finalistka    | 10. | 12 marca 1995        | Delray Beach      | Twarda       | Steffi Graf             | 2:6, 4:6       |
| Zwyciężczyni  | 21. | 2 kwietnia 1995      | Hilton Head       | Ceglana      | Magdalena Maleewa       | 6:1, 6:1       |
| Zwyciężczyni  | 22. | 9 kwietnia 1995      | Amelia Island     | Ceglana      | Gabriela Sabatini       | 6:1, 6:4       |
| Zwyciężczyni  | 23. | 7 maja 1995          | Hamburg           | Ceglana      | Martina Hingis          | 6:1, 6:0       |
| Zwyciężczyni  | 24. | 14 maja 1995         | Rzym              | Ceglana      | Arantxa Sánchez Vicario | 6:3, 6:1       |
| Zwyciężczyni  | 25. | 6 sierpnia 1995      | San Diego         | Twarda       | Lisa Raymond            | 6:2, 6:0       |
| Zwyciężczyni  | 26. | 13 sierpnia 1995     | Manhattan Beach   | Twarda       | Chanda Rubin            | 4:6, 6:1, 6:3  |
| Finalistka    | 11. | 16 marca 1996        | Indian Wells      | Twarda       | Steffi Graf             | 6:7, 6:7       |
| Finalistka    | 12. | 5 maja 1996          | Hamburg           | Ceglana      | Arantxa Sánchez Vicario | 6:4, 6:7, 0:6  |
| Zwyciężczyni  | 27. | 12 maja 1996         | Rzym              | Ceglana      | Martina Hingis          | 6:2, 6:3       |
| Zwyciężczyni  | 28. | 3 listopada 1996     | Moskwa            | Dywanowa     | Barbara Paulus          | 6:1, 4:6, 6:4  |
| Finalistka    | 13. | 11 maja 1997         | Rzym              | Ceglana      | Mary Pierce             | 4:6, 0:6       |
| Finalistka    | 14. | 27 lipca 1997        | Stanford          | Twarda       | Martina Hingis          | 0:6, 2:6       |
| Finalistka    | 15. | 1 lutego 1998        | Australian Open   | Twarda       | Martina Hingis          | 3:6, 3:6       |
| Finalistka    | 16. | 12 kwietnia 1998     | Amelia Island     | Ceglana      | Mary Pierce             | 7:6, 0:6, 2:6  |
| Zwyciężczyni  | 29. | 17 maja 1998         | Berlin            | Ceglana      | Amélie Mauresmo         | 6:4, 6:4       |
| Zwyciężczyni  | 30. | 19 lipca 1998        | Warszawa          | Ceglana      | Silvia Farina           | 6:0, 6:3       |
| Zwyciężczyni  | 31. | 18 lipca 1999        | Sopot             | Ceglana      | Karina Habšudová        | 6:1, 6:1       |
| Finalistka    | 17. | 8 stycznia 2000      | Gold Coast        | Twarda       | Silvija Talaja          | 0:6, 6:0, 4:6  |
| Finalistka    | 18. | 16 kwietnia 2000     | Amelia Island     | Ceglana      | Monica Seles            | 3:6, 2:6       |
| Zwyciężczyni  | 32. | 14 maja 2000         | Berlin            | Ceglana      | Amanda Coetzer          | 6:1, 6:2       |
| Finalistka    | 19. | 11 czerwca 2000      | French Open       | Ceglana      | Mary Pierce             | 2:6, 5:7       |
| Finalistka    | 20. | 29 września 2002     | Bali              | Twarda       | Swietłana Kuzniecowa    | 6:3, 6:7, 5:7  |
| Finalistka    | 21. | 21 czerwca 2003      | Eastbourne        | Trawiasta    | Chanda Rubin            | 4:6, 6:3, 4:6  |
| Finalistka    | 22. | 18 kwietnia 2004     | Charleston        | Ceglana      | Venus Williams          | 6:2, 2:6, 6:1  |
| Zwyciężczyni  | 33. | 6 lutego 2005        | Pattaya           | Twarda       | Anna-Lena Grönefeld     | 6:3, 3:6, 6:2  |